# Tōkō-ji (Kōfu)

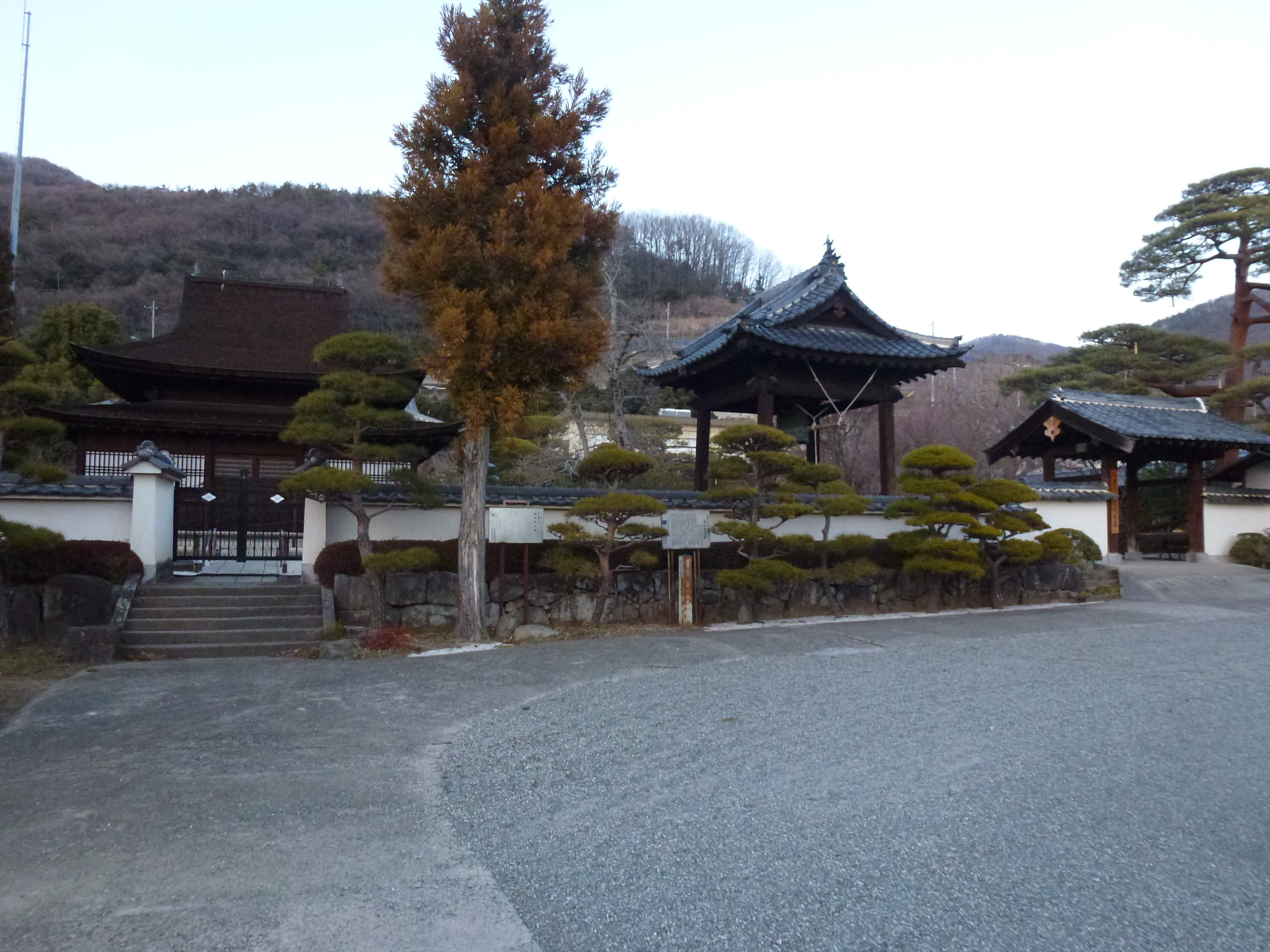
Gesamtansicht

Der Tōkō-ji (jap. 東光寺) ist ein Tempel in der japanischen Stadt Kōfu in der Präfektur Yamanashi. Er gehört zu den Kōfu Gozan, einer Gruppe von fünf buddhistischen Tempeln des Rinzai-shū, die Takeda Shingen in der Sengoku-Zeit neu erbauen ließ, beziehungsweise aus der umliegenden Provinz nach Kōfu verlegt hat, um seinen Verwaltungssitz zu fördern. So wie die anderen Kōfu Gozan auch, ist er der Myōjinshi-Schule innerhalb des Rinzai gewidmet (臨済宗 妙心寺派).

## Geschichte

### Heian-Zeit
Der Überlieferungen zufolge begannen am Ende der Heian-Zeit die lokalen Minamoto von Kai, aus denen später die Takeda hervorgehen sollten, bereits 1121 durch ihren Ahnen Shinra Saburō Yoshimitsu (新羅三郎義光) 1121 zur Aufrechterhaltung der öffentlichen Ordnung, einen Tempel mit Gebetshallen zu errichten. Der Hauptgegenstand der Verehrung soll eine Statue des Sakyamuni Tathagata oder auch Shakyamuni oder Gautama Buddha(釈迦如来) (bezeichnen alle dieselbe Person) gewesen sein. Zweck des Tempels sei die Prosporität des Landes gewesen. Bei der Einweihung und Namensverleihung des Tempels soll die Statue aber einen Riss bekommen haben.

### Kamakura-Zeit
Der Gründer der Kamakura Gozan, des Kenchō-ji (建長寺)(1253) in Kamakura, Rankei Dōryū (蘭渓道隆) (Rinzai-Mönch der Kamakura-Zeit; 1213–1278), soll zu jener Zeit 1268 ein Spion des Yuan-Reichs (China) gewesen sein und deshalb in diesen Tempel nach Kai verbannt worden sein. Dazu muss man wissen, dass Mönche in der damaligen Zeit, wenn sie die Mittel hatten, Bildungsreisen nach China unternahmen und dabei neue Ideen mit nach Hause brachten. Aus diesem Grunde soll sich der esoterische Buddhismus in Kai verbreitet haben und deshalb hat man angeblich auch alle 7 Gebäude des typischen Tempels Shichidō Garan (七堂伽藍) (nämlich: Haupthalle, Predigthalle, Pagode, Glockenturm, Sūtra-Bibliothek, Mönchsunterkunft, Speisehalle) erbauen lassen. Mit dem Eintritt ins Nirvana wurde auch Dōryū (道隆)
Schüler dieses Tempels. Dessen Enkel machte Kai zum Zentrum des Rinzai in Japan, während im Westen sich bereits neue Schulen ausgebreitet hatten. In der folgenden Zeit benutzte das Bakufu in allen Provinzen die gleichen Tempelnamen, weshalb der Tempel von Landesschutztempel im Jahre 1320 zu Tōkō-ji umbenannt wurde.

### Muromachi-Zeit
In der Muromachi-Zeit jedoch ist der Tempel unter dem Schutz der Takeda aufgeblüht.

### Sengoku-Zeit
In der Sengoku-Zeit schließlich erklärte der überzeugte Rinzai-Schüler die Anlage dann zu einem der Kōfu Gozan.
Nach dem Fall der Takeda und dem Einmarsch Oda Nobunagas brannte der Tempel 1582 nieder.

### Edo-Zeit
Als einige Jahre später Tokugawa Ieyasu der erste Shogun wurde, schienen die Gebete erhört, denn er verfolgte eine Aussöhnung und stellte den Mönchen nicht weiter nach. Unter dem neuen Klan der Statthalter Yanagisawa wurde die Anlage gefördert, und 1717 wurde eine Reihe neuer Objekte eingeweiht:
- die neue Buddha-Halle
- eine Statue von Bhaisajyaguru/ Yakushi nyorai; Buddha m der Heilung
- 12 Statuen der Schutzgötter für Reisende wurden repariert
- per Erlass wurde die Anlage wieder als offizieller Tempel anerkannt

Der Erbe Yanagisawas, Kōzōrō, ist als Kleinkind verstorben, woraufhin dieser 1719 eine Pagode für seinen kleinen Sohn bauen ließ. Aus diesem Grunde hat Yanagisawa den Tempel umfassend gefördert und eigenhändige Zeichnungen gestiftet.

### Meiji-Zeit
1868 hatte laut Tempelaufzeihnungen die Anlage eine Fläche von 3708 Tsubo (ca. 1,2 ha), bewilligt mit dem roten Siegel des Shoguns, was in dem engen Tal von Yamanashi die Bedeutung der Anlage hervorhebt. Dazu kommen 35 Flächen-Chō Wald, Haupthalle, Buddhahalle, Meditationshalle, Tempelküche, Mönchsheim, Bibliothek und ein Waschhaus, so wie ein extra abgelegenes Wohnheim, vorderes Tor, hinteres Tor, Lagerhaus, Schuppen und noch einen Palais. Zusammen mit dem benachbarten Kōkumo-in (耕雲院) soll die Anlage damals einen herrlichen Anblick abgegeben haben.
Im Zuge der Anti-Buddhismus-Bewegung zu Beginn der Meiji-Restauration (siehe Staats-Shintō) mussten die weitläufigen Ländereien und Wälder per Erlass an die Regierung abgetreten werden.

### Shōwa-Zeit
- 1927 (im 2. Jahr Shōwa) wurde die Buddahalle zum "Staatsschatz" erklärt.
- 1945 Anfang July: Beim großen Luftangriff auf Kōfu wurde während des Zweiten Weltkrieges ist die Buddhahalle und die Tempelküche niedergebrannt. Glücklicherweise blieben Haupthalle, Haupttor und Glockenturm verschont. Die übrigen Schäden stammen noch von dem Feuer, das Oda Nobunaga legen ließ.
- 1952 wurde die Haupthalle zu einem wichtigen Kulturgut erklärt.
- 1957 wurde mit der Zerlegung und dem Wiederaufbau begonnen. In den folgenden Jahren nahm die Anlage die heutige Gestalt an. Es wurde eine neue Haupthalle, eine Tempelküche, ein Studierzimmer und der Ziergarten angelegt.

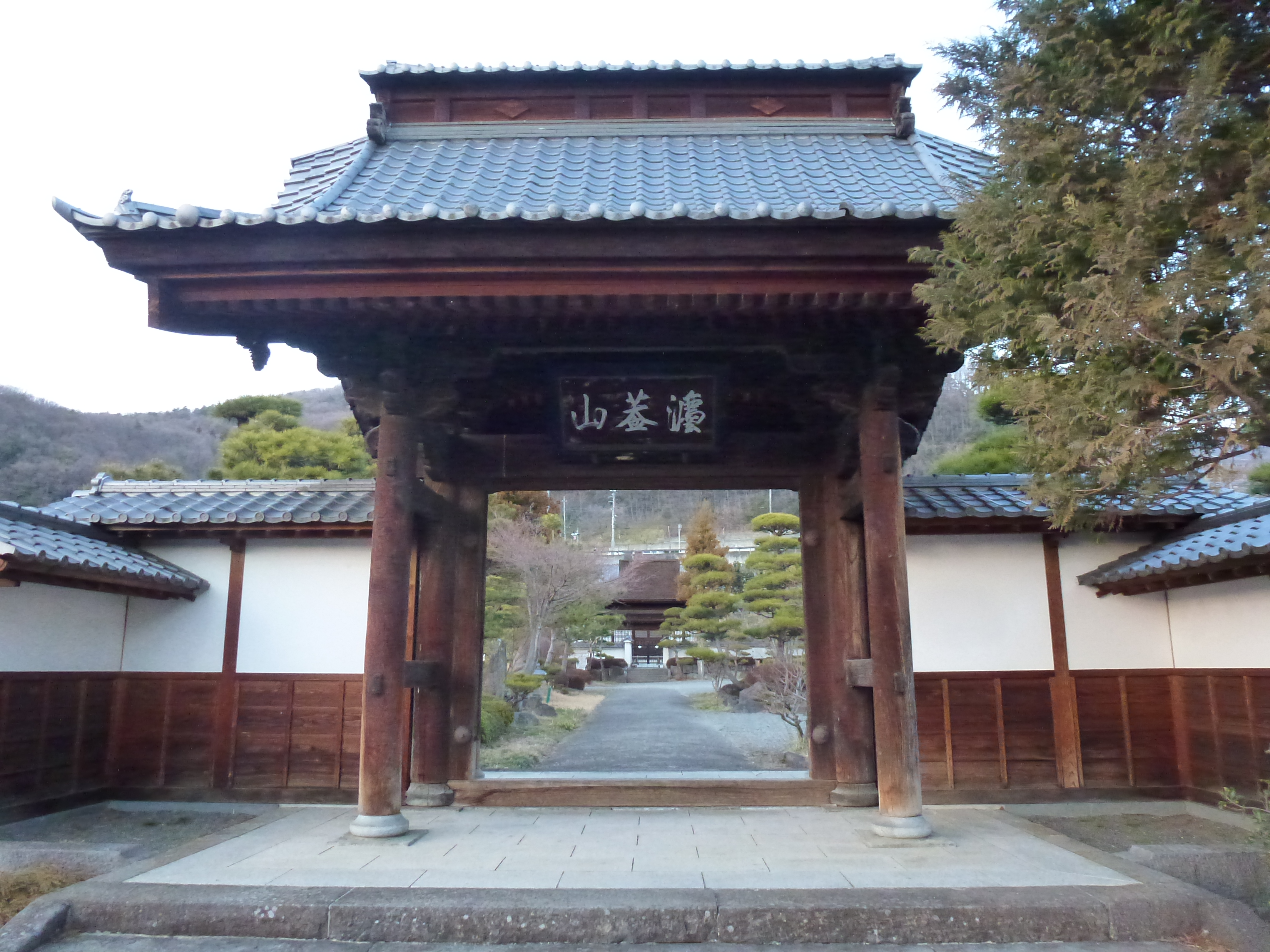
Tempeleingang
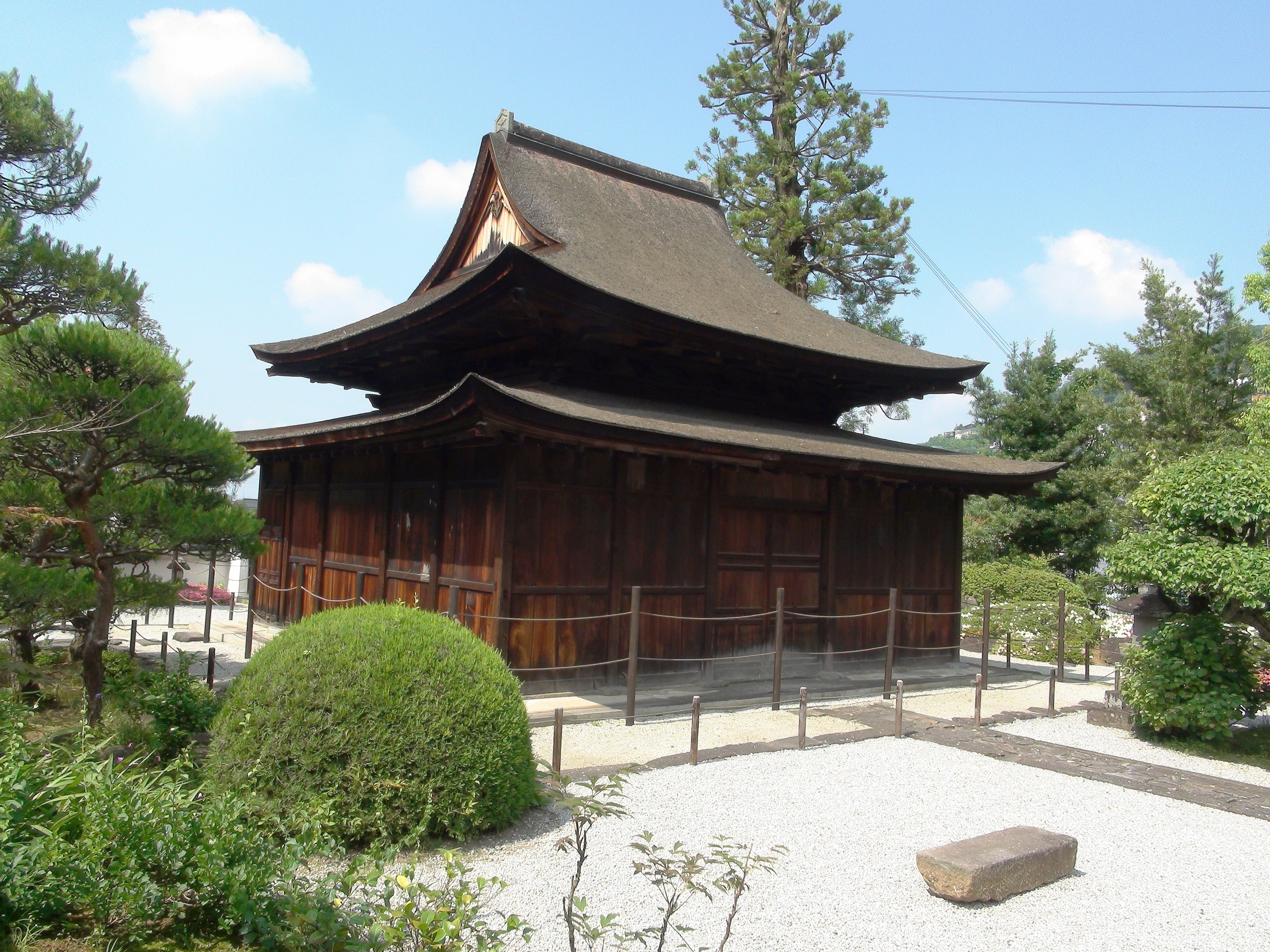
Butsuden (仏殿, „Buddhahalle“)
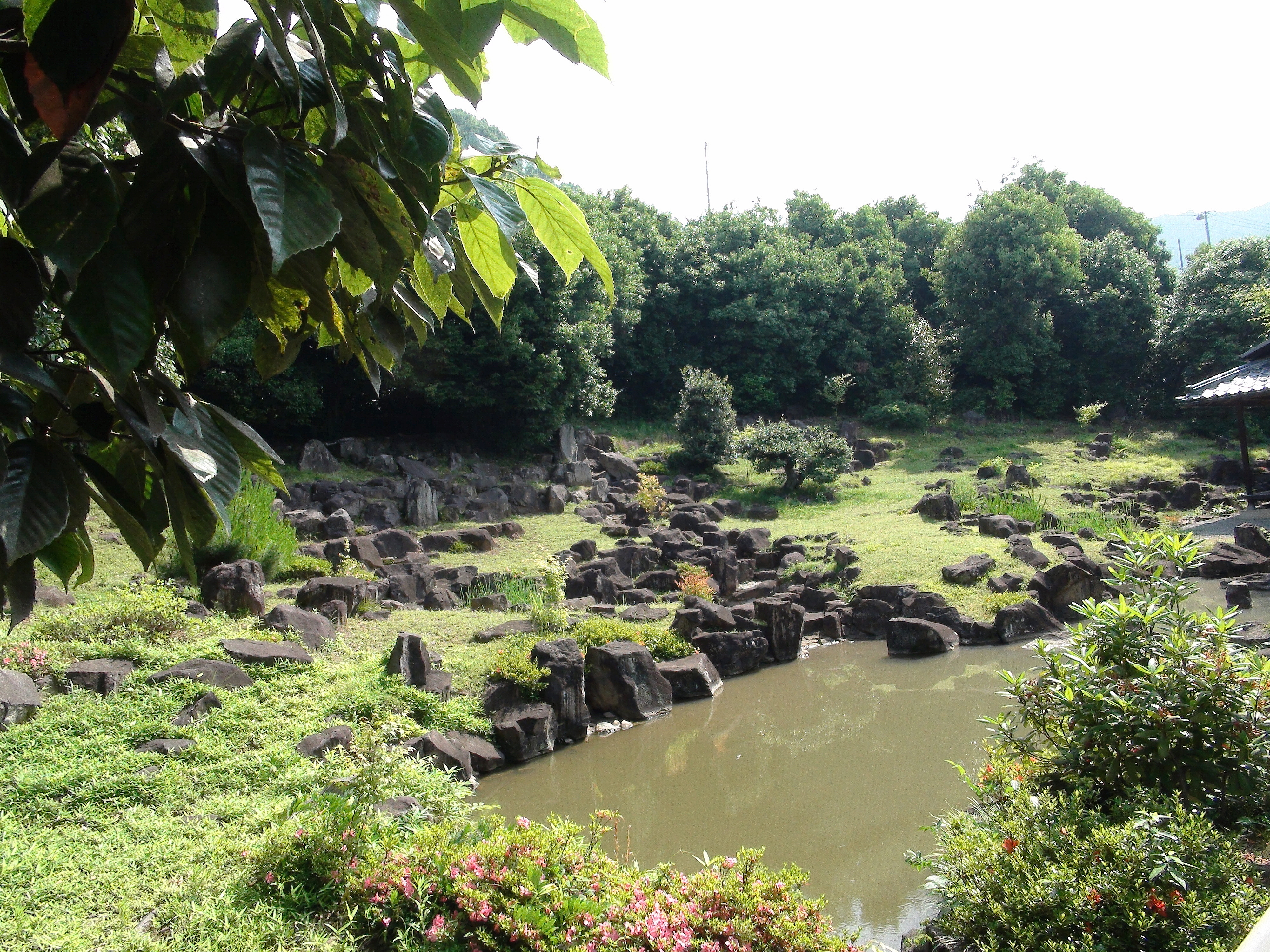
Tempelgarten